# Sông Lão Nùng
Lão Nùng (荖濃溪, Lão Nùng khê) là một phụ lưu của sông Cao Bình tại nam bộ Đài Loan. Trong tiếng của bộ tộc Bunun, tên của sông là "luku luku", có nghĩa là sông hung dữ và bất định. Sông có chiều dài 133 km và diện tích lưu vực là 2038 km² Lưu vực sông chủ yếu nằm trên địa bàn Cao Hùng, Bình Đông, phía tây của Đài Đông và một phần nhỏ thuộc Nam Đầu. Khởi nguồn của sông là Ngọc Sơn thuộc địa bàn Tín Nghĩa, Nam Đầu, sau đó sông chảy về phía tây nam và hợp lưu với sông Kì Sơn để tạo thành sông Cao Bình. Lưu vực của Lão Nùng thuộc dãy núi Ngọc Sơn và dãy núi Trung ương, là cửa ngõ phía nam của Đài Đông vì có Nam Hoành công lộ đi qua địa bàn. Lưu vực sông Lão Nùng có nhiều ngọn núi cao, phong cảnh tươi đẹp và một phần thuộc về công viên quốc gia Ngọc Sơn và khu phong cảnh Mậu Lâm.

## Phụ lưu
- Lão Nùng：Cao Hùng; Bình Đông; Đài Đông; Nam Đầu
  - Ải Liêu：Bình Đông; Đài Đông
    - Khẩu Xã：Cao Thụ & Tam Địa Môn thuộc Bình Đông
    - Ải Liêu Nam：Tam Địa Môn, Mã Gia, Thái Vũ, Vụ Đài thuộc Bình Đông
    - Ải Liêu Bắc：Tam Địa Môn, Vụ Đài thuộc Bình Đông; Ti Nam, Đài Đông
      - Ngạch Lạc Ô：Vụ Đài, Bình Đông

  - sông Tây Thế Khanh：Lục Quy, Cao Hùng
  - Trạc Khẩu：Cao Thụ, Tam Địa Môn thuộc Bình Đông; Lục Quy, Mậu Lâm, Đào Nguyên thuộc Cao Hùng
    - Ôn Tuyền：Mậu Lâm, Cao Hùng

  - Tam Hiệp：Lục Quy, Mậu Lâm, Đào Nguyên thuộc Cao Hùng
  - Bang Phúc：Lục Quy, Đào Nguyên thuộc Cao Hùng
  - Trúc Cước：Lục Quy, Cao Hùng
  - Trực Lại：Lục Quy, Cao Hùng
  - Bất Lão：Lục Quy, Cao Hùng
  - Đả Thiết Khanh：Lục Quy, Cao Hùng
  - Bảo Lai：Lục Quy, Đà Nguyên thuộc Cao Hùng
  - Lục Mậu：Đào Nguyên, Cao Hùng
  - Phố Đầu：Đào Nguyên, Cao Hùng
  - Tháp La Lưu：Đào Nguyên, Cao Hùng
  - Đào Nguyên：Đào Nguyên, Cao Hùng
  - Đông Trang：Đào Nguyên, Cao Hùng
  - Mĩ Tú：Đào Nguyên, Cao Hùng
  - Bố Đường Bố Na Tư：Đào Nguyên, Cao Hùng
  - Thanh Thủy：Đào Nguyên, Cao Hùng
  - Lạp Khắc Tư：Đào Nguyên, Cao Hùng
  - Tháp Cổ Phu Khố Lạp：Đào Nguyên, Cao Hùng
  - Duy Kim：Đào Nguyên, Cao Hùng
  - Hoắc Nga Tắc (Hắc Nga Đông)：Đào Nguyên, Cao Hùng
  - Mạt Mạt Tây：Đào Nguyên, Cao Hùng
  - Lạp Ba Tát Ba：Đào Nguyên, Cao Hùng
    - Tát Phu Tát Phu Lỗ Phu：Đào Nguyên, Cao Hùng

  - Lạp Khố Âm：Đào Nguyên, Cao Hùng